# فربيون حامل الصوف
فربيون حامل الصوف (الاسم العلمي: Euphorbia eriophora) هو نوع نباتي يتبع جنس الفربيون من الفصيلة اللبنية.